# Tomorrow (singel Amandy Lear)
Tomorrow – singel Amandy Lear, wydany w 1977 roku.

## Ogólne informacje
Piosenka promowała debiutancką płytę Amandy Lear, I Am a Photograph. Powstała we współpracy z Anthonym Monnem i została utrzymana w modnym wówczas stylu disco, natomiast tekst piosenki napisała Amanda Lear i Rainer Pietsch.
Utwór spotkał się z dużym sukcesem komercyjnym (numer 1 we Włoszech), stając się jednym z największych hitów piosenkarki. Artystka wielokrotnie wykonywała go podczas występów w telewizji, nagrała też tę piosenkę w nowych wersjach w 1998 i 2007 roku.

## Teledysk
Amanda Lear nagrała do tej piosenki kilka wideoklipów, m.in. wersję z zastosowaniem blue boxu dla niemieckiego programu Musikladen. Istnieje także klip przedstawiający piosenkarkę wykonującą utwór na hali sportowej, pośród mężczyzn grających w koszykówkę. W 1982 roku powstał kolejny teledysk, nakręcony na potrzeby jej telewizyjnego show we Włoszech, Ma chi è Amanda?.

## Lista ścieżek
- 7" single (Francja)[1]

1. „Tomorrow” – 4:10
2. „Mon alphabet” – 4:00

- 7" single (Włochy)[2]

1. „Tomorrow” – 4:10
2. „The Lady in Black” – 3:30

## Pozycje na listach
| Kraj   | Pozycja |
| ------ | ------- |
| Włochy | 1       |